# Indiana Jones y el dial del destino
Indiana Jones y el dial del destino (en inglés: Indiana Jones and the Dial of Destiny) es la quinta y última película de la saga de Indiana Jones. Fue dirigida por James Mangold, quien coescribió el guion junto a David Koepp, Jez Butterworth y John-Henry Butterworth. Se trata del único film de la franquicia que no ha sido dirigido por Steven Spielberg ni escrito por George Lucas, si bien ambos fueron productores ejecutivos. 
Está protagonizada por Harrison Ford como el arqueólogo Indiana Jones, y cuenta con la participación de John Rhys-Davies en el papel de Sallah y Karen Allen como Marion Ravenwood, quienes participaron en otras entregas de la serie. Los nuevos miembros del reparto incluyen a Phoebe Waller-Bridge, Mads Mikkelsen, Antonio Banderas, Shaunette Renée Wilson, Thomas Kretschmann, Toby Jones, Boyd Holbrook, Olivier Richters y Ethann Isidore.
La película se estrenó en Estados Unidos el 30 de junio de 2023 por Walt Disney Studios Motion Pictures, después de varios retrasos causados por contratiempos en la producción y por la pandemia de COVID-19. La película ha recaudado un total de 384 millones de dólares y termina siendo la tercera película con mayores fracaso de taquilla debido un presupuesto estimado a 300 millones de dólares e hizo una pérdida de 143 millones de dólares a Disney.

## Argumento
En 1944, durante la liberación aliada de Europa, Indiana Jones es capturado por los nazis en un castillo en los Alpes franceses mientras intenta recuperar un artefacto robado que, supuestamente, es la lanza de Longino. Al mismo tiempo, el astrofísico alemán Jürgen Voller informa a sus superiores que ha encontrado el dial del destino, una versión fantástica del mecanismo de Anticitera, el cual, según dice, fue inventado por el matemático griego Arquímedes y permite localizar fisuras en el tiempo. En el fragor de la lucha, Jones escapa y aborda un tren lleno de antigüedades saqueadas por los nazis. Después de determinar que la lanza es falsa, Jones se apodera del dial, hiere a Voller y escapa del tren antes de que descarrile. A Jones lo acompaña Basil Shaw, un arqueólogo de la Universidad de Oxford, quien se queda con el dial.

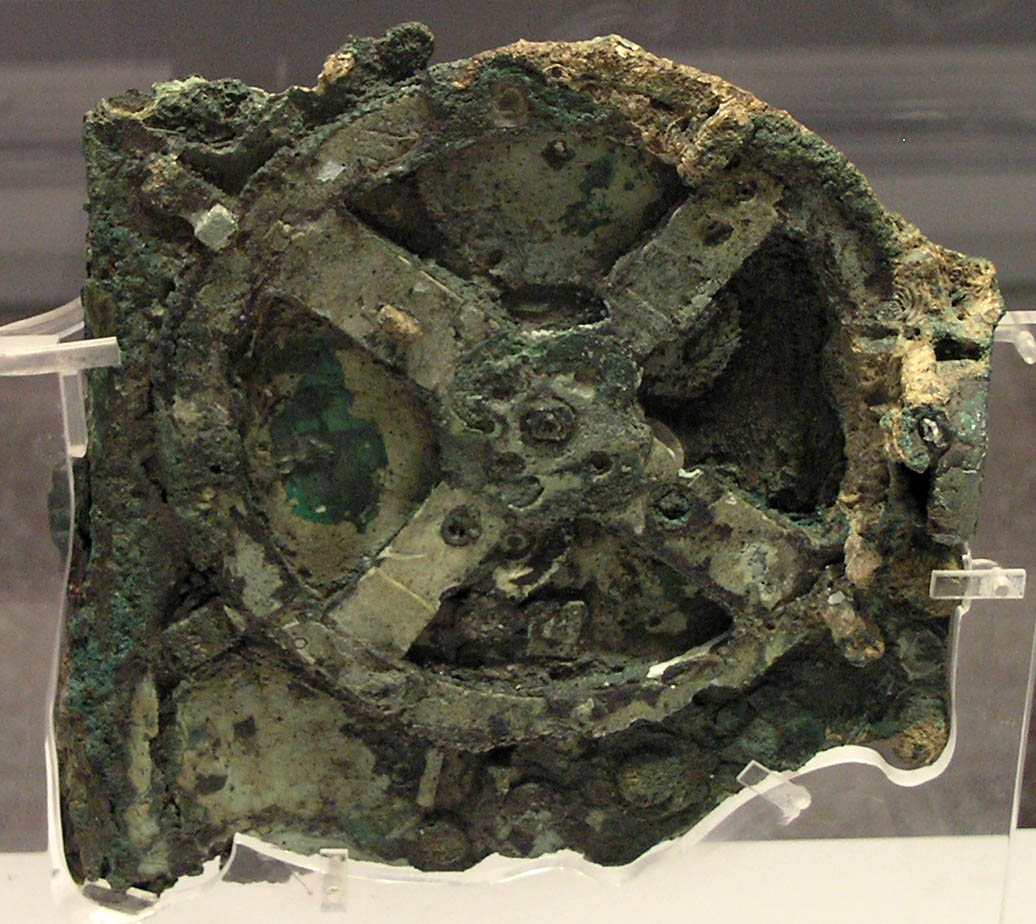
Un fragmento del verdadero Mecanismo de Anticitera

En agosto de 1969, Jones es despertado en su apartamento de Manhattan por unos jóvenes vecinos que celebran el regreso de los astronautas del Apolo 11. Se revela que él y su esposa Marion Ravenwood ahora están divorciados. Jones va a su universidad, donde sus colegas lo reciben con una fiesta sorpresa de jubilación. Al abatido Jones, que se dirige a un bar cercano, se le une Helena "Wombat" Shaw, hija de Basil y ahijada de Jones, estudiante de arqueología y cazadora de tesoros. Jones le dice que el dial se dividió en dos y que Basil, ahora fallecido, estuvo al borde de la locura mientras intentaba desbloquear sus secretos, lo que obligó a Jones a tomar la custodia del artefacto y esconderlo. A la vez, es escéptico sobre la capacidad del artefacto para predecir cambios en el espacio-tiempo. 
Recuperan la primera mitad del dial en un almacén de la universidad, donde son atacados por un grupo de matones que trabajan para Voller, ahora un científico de la NASA bajo el nombre de Dr. Schmidt, y Mason, una agente de la CIA. Estos matan a una secretaria y uno de los profesores. Simultáneamente, Jones y Helena concluyen que para encontrar la segunda mitad del artefacto deben hallar el graphikos, una tableta escrita en código por Arquímedes, que revela la ubicación del fragmento perdido. Helena añade que el texto debe encontrarse en un pecio romano hundido en el Egeo. Sin embargo, Helena traiciona a Indiana y se lleva el fragmento del dispositivo para venderlo. 
Perseguido por los matones de Voller, Jones huye mezclándose en el desfile que celebra a los astronautas del Apolo y finalmente escapa a caballo por el tren subterráneo de la ciudad de Nueva York. Como la policía considera a Jones sospechoso de asesinar a sus colegas, este se esconde con la ayuda de Sallah, quien ahora vive en Nueva York con su familia. Luego, decide seguir a Helena para recuperar el dial.
Jones vuela a Tánger, donde Helena está subastando la parte del dial, y allí Jones conoce a Teddy Kumar, compañero de Helena, pero cuando quiere recuperar el artefacto, llegan Voller y sus matones. Tras una pelea, el trío escapa en un autorickshaw, perseguidos por un gangster marroquí. Voller, que se ha llevado el dial, es detenido por Mason y llevado a un helicóptero, donde le revela que el gobierno de los Estados Unidos le ha quitado el apoyo. Entonces, Voller y sus hombres secuestran el helicóptero, matan a Mason, y deciden perseguir a Jones para encontrar el texto perdido de Arquímedes.
Jones convence a Helena de que no puede vender un artefacto tan valioso y potencialmente peligroso. El trío va a Grecia, donde conocen a Renaldo, un viejo amigo de Jones que es buzo de aguas profundas. Jones revela a Helena que él y Marion se separaron debido a la muerte de Mutt, su hijo, quien se unió al ejército y murió en la guerra de Vietnam. Debido a que Jones no pudo consolar a su afligida esposa y se centró obstinadamente en su trabajo en la universidad, ella lo dejó y solicitó el divorcio. Helena y Jones usan el barco de Renaldo para viajar a un lugar en el Mar Egeo donde recuperan el graphikos mientras luchan con anguilas que asustan a Jones porque se parecen a serpientes. 
Voller llega con sus matones, mata a Renaldo y obliga a Helena a descrifrar el graphikos. Sin embargo, el trío escapa y se revela que Helena engañó a Voller. Jones descifra el verdadero graphikos, donde se indica que el artefacto está ubicado en Siracusa, dentro de la tumba de Arquímedes. Finalmente llegan a Sicilia y descubren la parte restante del dial, pero Voller los ha seguido y les roba el mecanismo ahora completo. Voller aborda un avión con Jones y le revela su plan: viajar al pasado para matar a Adolf Hitler en 1939, proclamarse líder de Alemania y llevar al país a la victoria. Helena logra colarse a bordo del avión antes de que despegue, mientras Teddy los persigue desde otra aeronave. 
Mientras se activa el dial, Jones revela que Voller cometió un error y no tuvo en cuenta la deriva continental; por ello en lugar de viajar a 1939, terminan en 212 a. C., durante el Sitio de Siracusa. Jones y Helena luchan contra los nazis mientras el avión sufre graves daños por las armas lanzadas por los soldados de la batalla, quienes creen que el avión es un grifo. Los dos escapan con un paracaídas antes de que el avión se estrelle, muriendo Voller y sus hombres. Al mismo tiempo aparece Teddy con su aeronave intacta. 
En ese momento aparece Arquímedes, y Jones le dice a Helena que quiere pasar sus últimos días viviendo en el pasado, convirtiéndose en parte de la historia antigua. Ella, al darse cuenta de que esto podría impactar dramáticamente en eventos futuros, le ruega que aborde el avión de Teddy antes de que causen más daño al pasado. Finalmente, durante una fuerte discusión Helena noquea a Jones y regresan a 1969.
Jones se despierta en su apartamento donde Helena lo saluda. A ellos se unen Sallah con sus nietos, Teddy y Marion, quien presumiblemente canceló sus planes de divorciarse de Jones. Todos se van, mientras Jones y su esposa se reconcilian y recuerdan los eventos de Raiders of the Lost Ark.

## Reparto

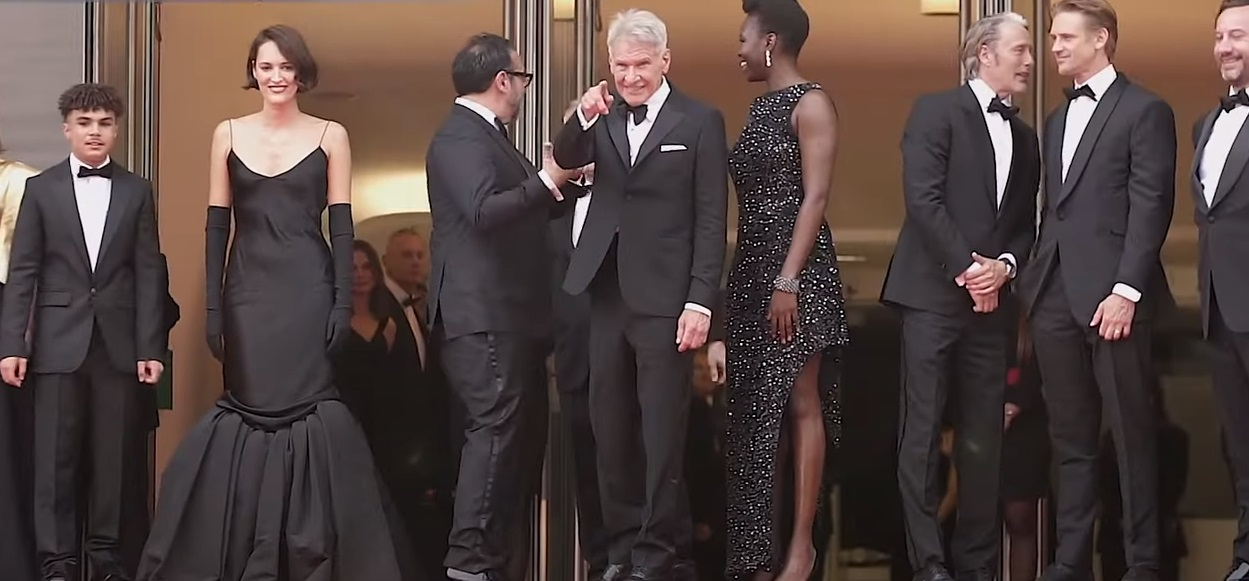
Reparto de Indiana Jones y el dial del destino en la premiere del Festival Internacional de Cine de Cannes de 2013.

- Harrison Ford como Indiana Jones, el reconocido arqueólogo, padrino de Helena y que busca el Dial para evitar que Voller llegue antes.
  - Anthony Ingruber como Indiana Jones en 1944. A las escenas interpretadas por Ingruber se les insertaron imágenes generadas por un sistema de inteligencia artificial, con el aspecto de Harrison Ford más joven.
- Phoebe Waller-Bridge como Helena Shaw, hija de Basil que busca el Dial.
- Mads Mikkelsen como Jürgen Voller, un antiguo nazi que busca el Dial.
- Antonio Banderas como Renaldo, un amigo de Indy, capitán de un barco y buzo.
- John Rhys-Davies como Sallah Faisel el-Kahir, amigo de Jones.
- Toby Jones como Basil Shaw, padre de Helena obsesionado con el Dial.
- Boyd Holbrook como Klaber, la mano derecha de Voller.
- Ethann Isidore como Teddy Kumar, el joven amigo de Helena.
- Karen Allen como Marion Ravenwood, exesposa de Jones.
- Shaunette Renée Wilson como Mason, una agente de la CIA.
- Thomas Kretschmann como el coronel Weber, un oficial nazi que se enfrenta a Indiana en 1944.
- Olivier Richters como Hauke, un ayudante de Voller.
- Mark Killeen como Pontimus.
- Nasser Memarzia como Arquímedes.
- Martin McDougall como Durkin.
- Alaa Safi como Rahim.
- Sam Sharma como Bidder.
- Harriet Slater como Fran

## Producción

### Desarrollo
En abril de 2008, Harrison Ford dijo que regresaría como Indiana Jones para una quinta película si no tardaba otros 20 años en desarrollarse, refiriéndose al largo proceso de Indiana Jones y el reino de la calavera de cristal, que se estrenó ese año. La película presentó al personaje de Mutt Williams, interpretado por Shia LaBeouf, de quien George Lucas sugirió la idea de convertirlo en el personaje principal de la nueva entrega, aunque luego decidiría lo contrario. En cuanto a la edad de Ford para encarnar una vez más a Indy, Lucas dijo que no había ningún problema: «Pese a que tenga 80 años, no parece un anciano; al revés, es increíblemente ágil y hasta se ve mejor que hace 20 años».

### Filmación
La filmación comenzó el 4 de junio de 2021. Tuvo lugar principalmente en los Pinewood Studios, en Bamburgh Castle y en North Yorkshire Moors Railway. Hubo también escenas en Escocia, más concretamente en el viaducto Leaderfoot, y una persecución en motocicleta en Glencoe. Durante el mes de junio, se prosiguió el rodaje en Londres y sus alrededores, destacando el barrio londinense de Hackney.
Un mes después, la producción se trasladó a Sicilia, Italia, concretamente a la ciudad de Siracusa, para filmar en la caverna llamada Oreja de Dionisio, la Grotta Dei Cordari, el parque arqueológico de Neapolis y el castillo de Maniace. Los lugares posteriores de la filmación en Sicilia incluyeron la ciudad de Cefalù y la provincia de Trapani. Este último lugar incluyó el rodaje en las localidades de Castellammare del Golfo y Marsala. Además, Harrison Ford y Phoebe Waller-Bridge también grabaron escenas en el Templo de Segesta. 
Las escenas de Tánger fueron filmadas en Marruecos desde el 17 de octubre de 2021, pero en lugar de la mencionada ciudad se utilizaron locaciones en Fez y Uchda. Originalmente estas escenas debían transcurrir en la India, concretamente en Rajastán, y luego en Nepal, pero el avance de la pandemia de COVID-19 impidieron hacerlo, por lo que se cambió a un entorno marroquí. Los interiores del hotel L'Atlantique, sin embargo, se recrearon en los estudios Pinewood. La secuencia de persecución en Tánger requirió el uso de una docena de tuk-tuks, y fue filmada en Fez.
El rodaje terminó el 26 de febrero de 2022.

### Reparto
En abril de 2021 se hizo público que Phoebe Waller-Bridge, Mads Mikkelsen y Thomas Kretschmann se incorporaban al reparto junto a Harrison Ford. Al mes siguiente, se confirmaron Boyd Holbrook y Shaunette Renée Wilson. Cuando comenzó a filmarse la película, se anunció que Toby Jones se uniría al elenco y más tarde, el 16 de julio de 2021, también se incorporó el español Antonio Banderas.

## Estreno

Cartelera de Indiana Jones y el dial del destino en El Capitan Theater

La película estaba originalmente programada para estrenarse el 9 de julio de 2021, pero debido a la pandemia de COVID-19 se retrasó hasta el 30 de junio de 2023.